# اچ‌ام‌اس رز (۱۷۵۷)
اچ‌ام‌اس رز (۱۷۵۷) (به انگلیسی: HMS Rose (1757)) یک کشتی است که طول آن ۱۰۸ فوت ۱۱٫۵ اینچ (۳۳٫۲ متر) می‌باشد. این کشتی در سال ۱۷۵۷ ساخته شد.